# Équipe de Lituanie de rugby à XIII
L'équipe de Lituanie de rugby à XIII est une sélection de joueurs lituaniens, ou d'origine lituanienne , qui représente la Lituanie dans les matchs officiels de rugby à XIII et qui participe aux compétitions officielles depuis 2019.
Bien que la Lituanie a reçu le statut d'observateur auprès de la RLEF en 2018, ses débuts officiels se font en 2019 à l'occasion d'un tournoi de rugby à 9, organisé à Londres : le London Nine's.
La même année, elle dispute son premier test-match face aux Wales Dragonhearts (littéralement les « cœurs de dragons gallois » ), l'équipe B du pays-de Galles.  

## Matchs et tournois disputés
Le premier test-match des lituaniens a lieu au pays de Galles : malgré des débuts prometteurs , les visiteurs manquant de marquer dans les premiers instants de la partie, les baltes paieront assez cher leur inexpérience en perdant sur le score de 58 à 00 mais en démontrant un jeu « plein de promesses ».

## Vidéographie
premier test match de l'histoire de l'équipe nationale